# Kobylanka (województwo kujawsko-pomorskie)
Kobylanka – wieś w Polsce położona w województwie kujawsko-pomorskim, w powiecie grudziądzkim, w gminie Grudziądz.

## Podział administracyjny
W latach 1975–1998 miejscowość administracyjnie należała do województwa toruńskiego.

## Demografia
Według Narodowego Spisu Powszechnego (III 2011 r.) wieś liczyła 116 mieszkańców. Jest 26. co do wielkości miejscowością gminy Grudziądz.